# 케이 뷰 플랜
케이 뷰 플랜(K-View Plan)은 가칭으로, 2009년 11월 25일 김인규 KBS 사장이 취임사에서 밝힌 무료 지상파 디지털 TV플랫폼 구상이다.  김인규 사장은 영국의 공영방송 BBC가 (출범을) 주도한 Freeview처럼 대한민국의 무료 지상파 디지털 TV 플랫폼을 주도하겠다고 밝혔다.

## 논란
KBS 김인규 사장의 '케이 뷰 플랜'에 대해 케이블TV 방송 업계는 반발하고 있다. 지상파 방송의 무료 디지털방송이 결국 케이블TV의 유료 디지털TV정책과 충돌하는 것으로 보고 있다.